# Deutsche Agentur für Raumfahrtangelegenheiten
Die Deutsche Agentur für Raumfahrtangelegenheiten (DARA) koordinierte von 1989 bis 1997 die aus öffentlichen Mitteln finanzierten Raumfahrtaktivitäten in Deutschland.

## Geschichte
Die DARA wurde 1989 mit Sitz in Bonn gegründet und übernahm Management- und Projektträgeraufgaben der damaligen DFVLR sowie des zuständigen Bundesministeriums (damals Bundesministerium für Forschung und Technologie BMFT). Sie war als GmbH organisiert mit dem Bund als alleinigem Gesellschafter. Aufgaben waren:
- Erstellung der von der Bundesregierung zu verabschiedenden deutschen Raumfahrtplanung.
- Durchführung der deutschen Weltraumprogramme. Vergabe von Aufträgen und Zuwendungen im Rahmen der vorhandenen Raumfahrtmittel.
- Wahrnehmung deutscher Raumfahrtinteressen im internationalen Raum, im Rahmen der Entscheidungen der Bundesregierung. Dazu gehörte besonders die deutsche Vertretung gegenüber der Europäischen Weltraumorganisation (ESA).

Die Kompetenzen der DARA waren durch das „Raumfahrtaufgabenübertragungsgesetz“ vom 8. Juni 1990 (RAÜG) geregelt. Die DARA wurde jedoch in der Öffentlichkeit nie sehr bekannt, sodass wegen ihrer starken Medienpräsenz oft die DASA für die Deutsche Raumfahrtbehörde gehalten wurde. In einer weiteren Reorganisation der deutschen Raumfahrtaktivitäten wurde DARA zum 1. Oktober 1997 mit der Deutschen Forschungsanstalt für Luft- und Raumfahrt (DLR) verschmolzen, die Abkürzung DLR wurde unter dem neuen Namen Deutsches Zentrum für Luft- und Raumfahrt beibehalten.